# Ire dynastie égyptienne
v. 3100 AEC – 2900 AEC,
Entités précédentes :
- Dynastie zéro

Entités suivantes :
- IIe dynastie

La Ire dynastie égyptienne, établie à la fin du quatrième millénaire avant notre ère, marque le début de plus de trois millénaires d'institution pharaonique. Son avènement est lié à la figure légendaire de Ménès qui serait, entre autres, le fondateur de Memphis et le premier unificateur de l'Égypte, jusqu'alors divisée en deux royaumes distincts, celui du Nord et celui du Sud. L'unification politique de l'Égypte ayant probablement été un processus long et complexe, Memphis ayant d'ailleurs déjà été fondée avant la fin de la période prédynastique, il est impossible d'identifier Ménès à un roi de l'époque de manière certaine. Ainsi, Narmer est en général considéré comme le premier roi de la dynastie sur la base de deux empreintes de sceaux découvertes à Abydos sur lesquelles est inscrite la succession des rois de cette dynastie et plaçant Narmer systématiquement comme le premier représentant,. Si, selon la tradition, la capitale de la dynastie se situait à Thinis (Tjene en égyptien), ville près de laquelle ont été effectivement enterrés les rois de la dynastie, mais le palais royal et l'administration devait se situer à Memphis, comme le montre la vaste nécropole de l'élite découverte à Saqqarah.

## Histoire

### L'unification du pays

#### Une figure légendaire
Selon Hérodote, le roi au nom hellénisé Ménès aurait le premier unifié l'Égypte à partir des deux royaumes de Haute et de Basse-Égypte avec comme capitales respectives Nekhen et Bouto, puis il aurait fondé Memphis à la jonction entre les deux anciens royaumes. Ce nom de Ménès peut être reconnu dans le nom Méni inscrit en tant que premier roi égyptien dans certaines listes royales du Nouvel Empire, montrant que cette figure légendaire datait d'une époque bien antérieure à celle d'Hérodote. Il a été tenté, sans arriver à un consensus, de rapprocher la figure de Ménès des rois contemporains de la Ire dynastie, en particulier avec Narmer et Aha qui sont tous deux attestés avec des hiéroglyphes formant le mot Men :
- une empreinte de sceau découverte à Abydos, sur laquelle le serekh de Narmer alterne avec le hiéroglyphe du plateau de jeu, se lisant men, et le complément phonétique n symbolisé par le hiéroglyphe de l'eau,
- une étiquette en ivoire découverte dans la tombe de Neith-Hotep à Nagada et sur laquelle sont inscrits le serekh d'Aha et, à l'intérieur de ce qu'il semble être un sanctuaire, les signes se lisant Nebty Men, la mention de Nebty pourrait en faire la plus ancienne attestation de ce titre, bien que cela ne soit pas certain[4].

Plusieurs interprétations ont été données à ces documents : pour le premier document, une première interprétation a simplement associé le nom Men au roi Narmer, tandis qu'une autre, loin de faire l'unanimité, faisant de cette empreinte de sceau celle d'un roi et de son fils aîné, faisant ainsi de Aha et Men une seule personne ; pour le second document, une première interprétation a simplement associé le nom Men au roi Aha, tandis qu'une autre hypothèse, faisant remarquer que l'inscription Nebty Men était située à l'intérieur d'une sorte de sanctuaire, a proposé comme interprétation que l'étiquette serait une figuration de l'enterrement de Narmer par Aha. Ces différentes interprétations ne font cependant pas consensus. Toujours est-il que, selon trois scellements découverts à Abydos, les deux premiers dans la nécropole de Den, le troisième dans la nécropole de Qâ, Narmer était une figure fondatrice pour ses successeurs de la dynastie, ces trois sceaux montrant l'ordre de succession des rois, respectivement de Narmer à Ouadji/Djet et incluant Merneith (la mère de Den) pour le premier, de Narmer à Den et incluant Merneith à nouveau pour le deuxième, et de Narmer à Qâ (sans Merneith cette fois) pour le troisième.

#### Un processus long et complexe
Si la question de l'identification de Ménès à Narmer ou Aha peut être symboliquement important, ce n'est toutefois pas le point le plus important. L'histoire de cette unification est en effet bien plus complexe et a dû s'étaler sur plusieurs générations. On peut noter tout d'abord qu'Iry-Hor et Ka, deux des derniers rois prédynastiques de Haute-Égypte et probables prédécesseurs immédiats de Narmer, sont attestés au Ouadi ‘Ameyra, dans le Sinaï, avec en plus la plus ancienne mention de Memphis dans l'inscription d'Iry-Hor, prouvant l'antériorité de la fondation de la capitale par rapport à la Ire dynastie. Par ailleurs, la situation géographique des inscriptions montrent que ces deux rois du Sud devaient contrôler une partie du Nord du pays, leur permettant ainsi d'accéder à la péninsule du Sinaï.
Ce qui est certain, c'est qu'existaient trois importants proto-royaumes sur territoire égyptien : ils se situaient au cœur de la Haute-Égypte, avec comme capitale respective Thinis, Noubet (site moderne de Nagada) et Nekhen, le proto-royaume de Noubet semblant s'effacer par la suite au profit de l'un des deux autres. Il semble par la suite que Thinis prit l'avantage sur Nekhen puis, petit à petit, sur l'ensemble du pays ainsi qu'en Basse-Nubie, par des moyens inconnus, mais ayant probablement inclus des moyens militaires. Si l'élite du royaume choisit les nécropoles memphites, et particulièrement Saqqarah-Nord, comme lieux d'inhumation, montrant probablement que Memphis était devenue la capitale du royaume, peut-être dès le règne d'Iry-Hor, Thinis resta une ville importante car c'est près de celle-ci, dans la nécropole d'Oumm el-Qa'ab à Abydos, que les rois de la dynastie choisirent de se faire enterrer. La période qu'inaugure la dynastie est qualifiée d'ailleurs de thinite car c'est là, selon la tradition égyptienne tardive qu'a reporté Manéthon dans ses écrits, qu'était située la capitale à l'époque.
Concernant le moment exact de l'unification, il est possible que ce soit Narmer qui en soit l'auteur, en ayant peut-être annexé un dernier territoire qui échappait au contrôle des rois de Thinis, territoire qui était peut-être situé dans le Delta occidental, ce qui sera retenu dans le reste de l'histoire égyptienne par la place qu'a Bouto (à l'origine deux cités nommées Pé and Dep et séparées par le bras du Nil au bord duquel elles étaient situées) en tant que capitale de la Basse-Égypte, en opposition à Nekhen capitale de la Haute-Égypte, qu'on peut retrouver par exemple dans les Âmes de Pé et de Nekhen. Cependant, cela ne reste qu'une hypothèse, car, comme mentionné précédemment, il semble que ce soit Thinis qui ait pris l'avantage sur Nekhen pour la Haute-Égypte. Cette dernière annexion, réalisée par les armes, aurait été représentée sur la fameuse palette de Narmer, découverte à Nekhen en 1898, représente Narmer portant les insignes des Haute et Basse-Égypte. S'il y a eu pendant longtemps débat pour savoir si elle commémore un événement historique ou si elle est purement symbolique, une « étiquette-année », découverte à Abydos en 1993, datant de Narmer et décrivant semble-il le même événement que la palette, attesterait qu'il s'agit bien d'un événement historique,,, bien que certains égyptologues émettent encore des doutes,,.

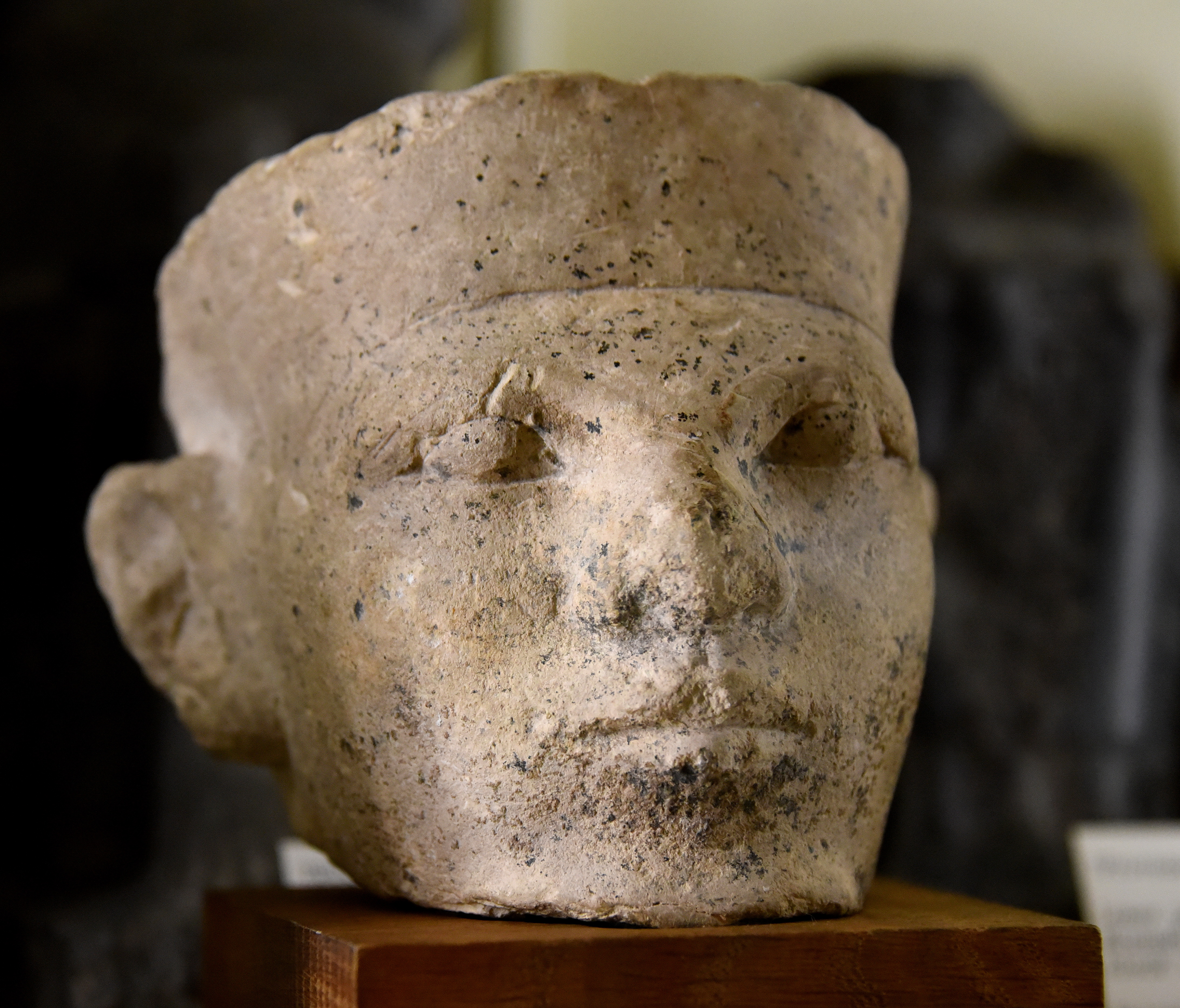
Portait d'un roi de la Ire dynastie - Calcaire, Petrie Museum.
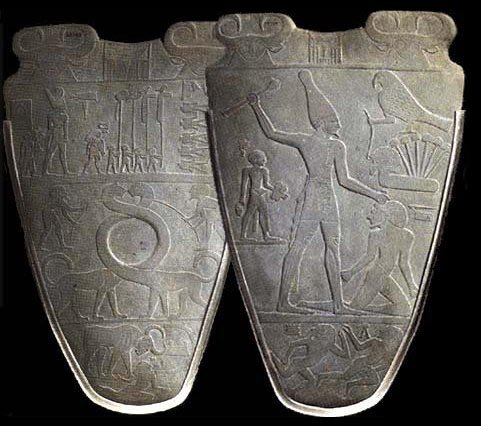
Palette de Narmer - Musée du Caire (CG 14716).
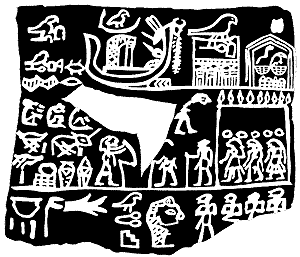
Étiquette en ivoire découverte dans la tombe de Neith-Hotep à Nagada - Musée du Caire (JE 31773=CG 14142).
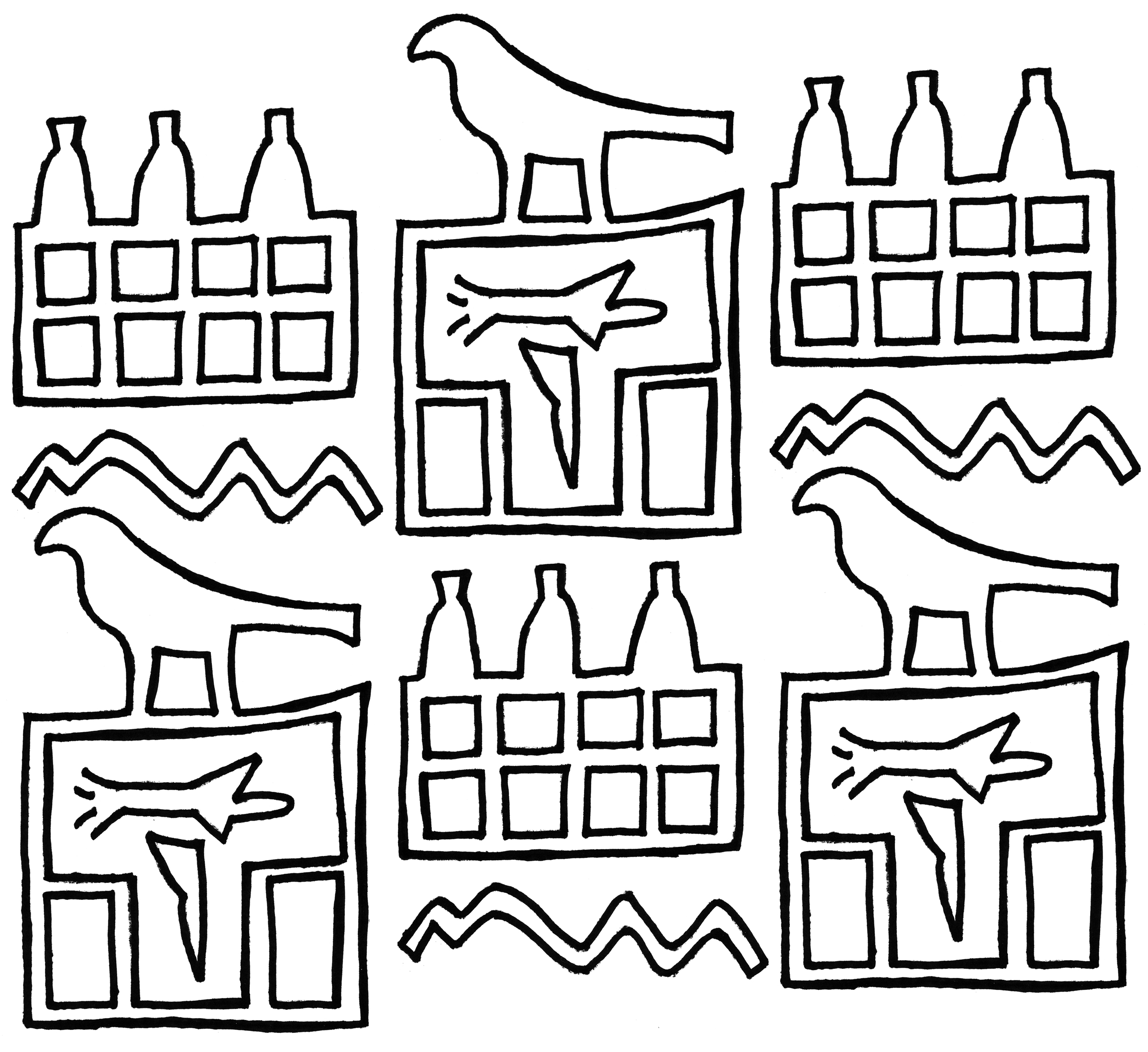
Reconstruction de l'empreinte du sceau de Narmer découverte à Abydos.
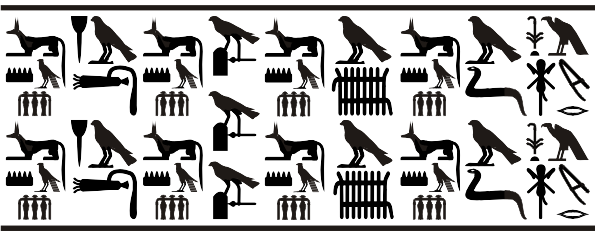
Dessin de l'empreinte de sceau découvert dans la nécropole de Den, avec une lecture de gauche à droite les quatre premiers rois, Narmer à Djet/Ouadji, puis, en cinquième position, la régente Merneith.

### Les évènements politiques sous les rois de laIredynastie
Narmer est attesté sur de nombreux sites du pays, de Nekhen au sud jusqu'au Delta, incluant la ville de Bouto dans le Delta occidental. Le roi est également attesté dans les régions entourant la Vallée, soit dans le désert oriental, plus précisément au site no 18 du Ouadi Qash,, dans le désert occidental, plus précisément dans l'oasis de Kharga,(en) « The Narmer Catalog Source Number 6015 » et dans le Gebel Tjaouti,(en) « The Narmer Catalog Source Number 4037 » près de Coptos, ainsi que peut-être au Nag-el-Hamdoulab près d'Éléphantine, même si l'identification n'est pas certaine du fait de l'absence de nom dans le serekh, et dans le Sinaï, plus précisément au Ouadi 'Ameyra. Ces différentes attestations montrent que le roi est présent dans toute l'Égypte et au-delà, montrant que l'Égypte est unifiée sous son règne. Un autre point à noter est que Narmer est fortement présent en Canaan, dans la continuité de ses prédécesseurs, où une colonisation de fait d'une partie du sud du territoire a lieu, peut-être pour contrôler plus efficacement les routes commerciales dans une région alors peu structurée politiquement. Après son règne, le roi se fit enterrer dans le cimetière d'Oumm el-Qa'ab près d'Abydos, à côté de ses probables prédécesseurs immédiats Iry-Hor et Ka.
Le successeur de Narmer se nommait Aha et a été enterré près de ce dernier dans le cimetière d'Oumm el-Qa'ab, mais cette fois dans une tombe bien plus grande constituée de trois grandes cavités creusées, montrant le développement du royaume égyptien sous son règne, notamment sur le plan architectural. De plus, la tombe d'Aha, contrairement à celles de ses prédécesseurs, était accompagnée de trente-quatre tombes subsidiaires, dont celle de son épouse Beneryb, littéralement « Celle qui a un cœur doux »,. Aha a également construit trois enclos funéraires à un peu plus d'un kilomètre à l'est du cimetière, près des zones cultivées, inaugurant une pratique qui sera suivie par ses successeurs. Le roi est attesté sur plusieurs sites égyptiens, mais sur une aire moins vaste que Narmer, allant de la nécropole memphite au nord (Abou Rawash, Zaouiet el-Aryan, Saqqarah, Helwan) à Nagada au sud, notamment, sur ce dernier site, par la tombe de l'un des membres féminins les plus proéminents de la famille royale de l'époque, celle de Neith-Hotep, considérée comme l'épouse d'Aha et peut-être la régente au début du règne de Djer. Si Narmer était déjà attesté dans la nécropole memphite, le plus ancien roi attesté dans les tombes de l'élite du pays située dans cette nécropole est Aha, ce qui prouve incontestablement que le palais, la cour et l'administration centrale étaient situés à Memphis. Le roi est connu pour avoir visité le sanctuaire de Neith à Saïs, comme l'indiquent deux tablettes découvertes à Abydos. Ces visites de sanctuaire faisaient partie intégrante de la charge royale et sont attestés régulièrement dans le registre archéologique. Il semble que ce soit à partir du règne d'Aha que l'Égypte commence à se désengager de la région de Canaan, ce roi n'est d'ailleurs peut-être attesté directement qu'une seule fois, bien que l'identification ne soit pas certaine, certains chercheurs considérant que le roi n'y est jamais attesté directement. Toujours est-il que la présence égyptienne reste attestée sous son règne, notamment par l'étude de la poterie dans l'avant-poste égyptien à En Besor, toujours actif sous le règne d'Aha. L'inscription sur une tablette d'ivoire d'Abydos suggère qu'Aha a mené une expédition contre les Nubiens : une année est explicitement appelée « l'Année de frappe de Ta-Sety », Ta-Sety étant le nom de la Nubie à l'époque,. Les deux dernières années du règne d'Aha sont inscrites sur le fragment de Palerme de la pierre du même nom : la case-année de la dernière année complète indique que la festivité biannuelle nommée « Suivants d'Horus », peut-être un déplacement du roi et/ou d'une partie de la cour dans le but liée à la taxation des habitants du pays, et la création d'une image, c'est-à-dire une statue, d'Anubis ; la dernière case-année le concernant indique qu'il mourut au septième jour du sixième mois de cette année.
Djer est le successeur de Aha sur le trône d'Horus. Son règne, qui semble avoir été long, est reporté sur plusieurs fragments de la pierre de Palerme, qui conservent environ dix-huit années (les neuf premières années du règne sur le fragment de Palerme, neuf autres du milieu du règne sur le fragment du Caire no 1) des quarante et quelques qu'a duré son règne. Les cases-années de la pierre font référence principalement à des activités cultuelles, comme celle biannuelle et nommée « Suivants d'Horus », ainsi qu'à une expédition dans un territoire nommé Sṯt, qui plus tard se référera au Proche-Orient de manière générale mais peut-être pas à cette époque reculée. Toujours est-il qu'une expédition au Ouadi 'Ameyra est attestée grâce à une inscription rupestre, avec le nom de Neith-Hotep mentionné également à côté du serekh de Djer. L'expédition vers le territoire de Sṯt pourrait faire référence à cette expédition au Sinaï, mais cela n'est pas certain. Une autre expédition semble avoir eu lieu en Nubie, comme l'atteste une inscription rupestre au Gebel Sheikh Souleiman. En plus des activités cultuelles mentionnées sur la pierre de Palerme, une étiquette d'ivoire découverte à Abydos indique que des visites royales à Bouto et à Sais ont eu lieu au cours du règne. Enfin, l'architecture funéraire se développa fortement sous son règne, car, non seulement, sa tombe n'était constituée plus que d'une seule cavité, mais cette dernière fut découpée en plusieurs salles, séparant ainsi le caveau des magasins, mais aussi le nombre de tombes subsidiaires (trois cent dix-huit) est beaucoup plus élevé que celui de son prédécesseur (trente-quatre), et enfin, l'enclos funéraire, unique contrairement aux trois d'Aha, couvre une surface plus de six fois plus grande que la plus vaste des trois d'Aha, cet enclos étant par ailleurs accompagné de deux cent soixante-neuf tombes subsidiaires,.
Le successeur de Djer, nommé Ouadji ou Djet selon les chercheurs, semble avoir régné peu de temps. Si le commerce avec la Palestine continue, comme l'attestent les nomobreuses potteries découvertes dans les tombes du règne, le roi a également été actif dans le désert oriental : ceci est démontré par une stèle rupestre dans le Ouadi Abbad. La particularité de cette stèle est que le faucon Horus figuré sur le serekh est surmonté de la double-couronne, le pschent, ce qui fait de cette stèle la plus ancienne attestation de cette couronne ; à droite du serekh est inscrit le signe kȝ à l'intérieur duquel est inscrit un autre signe qui pourrait se lire Hemka, qui est peut-être le nom d'un membre de l'élite du règne. Des étiquettes mentionnent célèbrent les évènements de deux années du règne : la première indique « Année de la planification du sous-sol ( ?) de la double plante, naissance des bourgeons de lotus, debout dans le sanctuaire de la couronne des deux Maîtresses », tandis que la seconde mentionne une victoire, la production d'une statue et peut-être la création d'une forteresse. Quant à la tombe du roi, elle est située près de celles de ses prédécesseurs, mais a la particularité d'avoir préservé une partie de sa superstructure. Si la tombe et l'enclos funéraire du roi ressemblent beaucoup à ceux de son prédécesseur, le nombre de tombes subsidiaires diminuent significativement, avec cent soixante-quinze autour de la tombe et cent cinquante-quatre autour de l'enclos,.
Si le successeur officiel d'Ouadji est Den, il est certain qu'une régence a eu lieu au début du règne par la « mère du roi » Merneith ; d'ailleurs, une étiquette d'ivoire fragmentaire représentant deux personnages pourrait figurer la reine avec son royal fils. Les attestations de cette régence sont l'empreinte de sceau découverte dans la tombe de Den et listant les rois d'ans l'ordre de Narmer à Ouadji, sans Den mais avec la reine à la place, ainsi que la tombe et l'enclos funéraire de taille royale à Abydos, tombe dont la stèle funéraire donne le nom de la reine sans serekh, prouvant qu'elle n'a jamais été officiellement roi. Cette même tombe est entourée de près de quarante-et-une tombes subsidiaires, tandis que l'enclos est entouré de soixante-dix-neuf tombes, poursuivant ainsi la décrue du nombre de tombes subsidiaires depuis le pic sous Djer. Enfin, des objets provenant du grand mastaba (S3503, 16 × 42 mètres) de Saqqarah, où son nom a été retrouvé dans des inscriptions sur des récipients en pierre, des jarres, ainsi que sur des empreintes de sceaux, dont un montre le nom de Merneith dans un serekh,,.
Le roi Den, aussi appelé Oudimou, avait pour nom de Nebty Khasty, signifiant « Celui des deux déserts ». Den est un roi ayant eu un très long règne, plus de quarante ans voire cinquante ans, comme l'attestent non seulement les fragments de la pierre de Palerme mais aussi le fait qu'il a pu organiser une seconde fête-Sed mentionnée sur un vase en pierre découvert dans sa tombe, ainsi que le nombre de tombes de l'élite datées de son règne et situées à Saqqarah, à Helwan, à Abousir et dans un nouveau cimetière à Abou Rawash, formant en tout un minimum de trente tombes. Si les annales de la pierre de Palerme mentionnent principalement des activités cultuelles, même si la festivité nommée « Suivants d'Horus » y est absente pour une raison inconnue, quelques activités militaires sont aussi mentionnées : deux des années inscrites sur le fragment no 5 du Caire indiquent « Frapper les gens de Setjet » et, deux ans plus tard, « Frapper le peuple Ioutiou » tandis que l'une des années inscrites sur le fragment de Palerme indique « Frapper le peuple Iountou », tandis que la case huit années plus tard parle de la fondation ou de la destruction d'une ville nommée Our-Ka. Cinq étiquettes mentionnent également des activités militaires au sud de Canaan, pendant lesquelles la forteresse d'En Besor, toujours en activité, a dû jouer un rôle, des sceaux de Den y ayant été découverts,. Des activités au Sinaï sont attestées par la présence de deux ou bien trois inscriptions rupestres datées de son règne et représentant le roi et certains de ses hauts fonctionnaires. L'une des innovations importantes concernant l'architecture funéraire royale est la création d'un escalier menant jusqu'au caveau, facilitant ainsi le remplissage de ce dernier avec le trousseau funéraire, innovation qui sera suivie par ses successeurs immédiats. Le nombre de tombes subsidiaires autour de sa tombe à Abydos est d'environ cent-trente, soit moins que Djet malgré un bien plus long règne, ce qui suit le mouvement initié depuis le règne de Djer. Quant à l'enclos funéraire du roi, elle n'a pas été identifiée avec certitude, mais l'un des deux anonymes nommés Donkey Enclosure et Mastaba de l'Ouest pourrait lui correspondre,. 
Le successeur de Den est le roi Adjib, dont le nom de Nebty était Merpebia, signifiant « Le bien-aimé du trône d'airain ». Ce dernier semble n'avoir régné que peu de temps, environ une décennie (les deux récipients en pierre au nom d'Adjib et mentionnant une fête-Sed seraient à dater du règne de Den, Adjib les ayant usurpés), ce qui est explicable s'il est le fils de Den et qu'il est donc monté sur le trône relativement âgé après le très long règne de ce dernier. Ce roi est peu connu, seule la dernière année de son règne est présente sur le fragment du Caire no 1 de la pierre de Palerme, l'inscription est cependant illisible. Le roi n'est par ailleurs attesté qu'à Saqqarah et Helwan, sites où l'élite de la Ire dynastie s'est faite enterrer, et à Abydos, où le roi s'est fait enterrer. Les empreintes de sceaux et les récipients en pierre découverts indiquent que le roi a fondé une forteresse et un palais et a commandité un grand nombre de statues divines ainsi que six statues du roi lui-même. Concernant l'architecture de la tombe du roi, elle est dans la continuité de celle de Den, mais moins bien élaborée, l'escalier étant plus court et le caveau une taille deux fois plus petite que celle de son prédécesseur. Le nombre de tombes subsidiaires est de soixante-quatre, soit moitié moins que le nombre de tombes autour de celle de Den. Comme pour Den, l'enclos funéraire du roi n'a pas non plus été identifié, peut-être s'agit-il de l'un des deux enclos déjà mentionnés et non attribués,.
Le successeur d'Adjib est le roi Sémerkhet, dont le nom de Nebty était Iry, signifiant « Le Gardien », et qui, s'il n'est pas plus connu que son prédécesseur dans le registre archéologique contemporain de son règne, l'est toutefois mieux grâce à la pierre de Palerme. En effet, le fragment du Caire no 1 reporte l'intégralité de ses huit années et demi de règne. Il est à noter que Sémerkhet est le seul roi de la Ire dynastie à ne pas être mentionné dans les tombes de l'élite situées dans la nécropole memphite, ce qui est logique avec son court règne. Sa tombe à Abydos semble d'ailleurs avoir été construite hâtivement. Cette même tombe est entourée de soixante-neuf tombes subsidiaires situées à proximité immédiate de la sienne, suggérant que leurs occupants ont été enterrés en même temps que le roi, et donc suggérant un sacrifice de toutes ces personnes pour accompagner le roi dans l'au-delà. Cette pratique, si elle devait se confirmer, pourrait avoir commencé dès le règne d'Aha et aurait pris fin avec le règne de Qâ. Concernant les informations issues de la pierre de Palerme, la festivité biannuelle nommée « Suivants d'Horus », présente pendant le règne de Djer et non reportée pendant le règne de Den, est à nouveau reportée pendant le règne de Sémerkhet. Le reste des informations sur les annales ne sont que des activités cultuelles, comme pour les autres règnes. Si le commerce avec le Levant continue pendant son règne, il semble qu'il soit moins important que lors des règnes précédents, tendance qui continuera après son règne,. Il est à noter que la tradition manéthonienne a associé le règne Sémerkhet à une calamité ayant touché l'Égypte, mais aucun élément contemporain du règne ne démontre cet assertion.
Le successeur de Sémerkhet est le roi Qâ, dont le nom de Nebty était Sen. Bien que les évènements ayant eu lieu pendant son règne soient peu connus (seule la première année de son règne est inscrite sur le fragment du Caire no 1 de la pierre de Palerme), ce roi semble avoir régné relativement longtemps, comme le suggèrent le nombre de mastabas de l'élite situés à Saqqarah-Nord et datés de son règne, dont celles de Merka. En plus de Saqqarah-Nord, Qâ est attesté dans le prolongement de ce cimetière à Abousir-Sud, ainsi qu'à Helwan, de l'autre côté du fleuve. Le roi est également attesté à Abydos, où il a été enterré comme tous ses prédécesseurs. La tombe du roi est particulière car elle comporte deux escaliers successifs ainsi qu'une herse en calcaire, ce dernier élément étant le plus ancien attesté dans une tombe royale. Les vingt-six tombes subsidiaires, soit un nombre qui suit la tendance à la baisse depuis le règne de Djer, sont accolées à celle du roi, de la même manière que pour Sémerkhet, suggérant là aussi un sacrifice lors de la mort du roi. L'enclos funéraire du roi n'a pas été découvert, mais pourrait être situé sous le village copte de Deir Sitt Damiana. Enfin, le roi est attesté à dans le Ouadi Hellal, près d'El Kab, sur une inscription rupestre accompagné de la déesse tutélaire de la ville susmentionnée, à savoir Nekhbet. Une inscription similaire est située à Naga el-Oqbiya, à dix kilomètres au nord d'El Kab. Ces inscriptions montrent une certaine activité du roi dans la région, probablement liée à l'exploitation de ressources minérales. Enfin, un objet de jeu, découvert dans la tombe du roi, montre la figure captive d'un habitant de Setjet, c'est-à-dire un habitant du Proche-Orient ; cet objet a été interprété comme la preuve d'une activité militaire dans cette région, mais cela n'est pas démontré. Le commerce avec le Proche-Orient continue toutefois, comme le montre la vaisselle levantine dans les tombes de la nécropole memphite datées du règne de Qâ,.

### Vers laIIedynastie
La fin de la Ire dynastie est relativement méconnue. Après le long règne de Qâ, le pouvoir échoit à Hotepsekhemouy, qui déplace la nécropole royale à Saqqarah, plus précisément au sud du futur complexe funéraire de Djéser (IIIe dynastie). Il semble cependant que la succession royale entre Qâ et Hotepsekhemouy n'ait pas été si simple, deux noms semble en effet ressortir du registre archéologique : Horus Oiseau et Sneferka, dont les quelques attestations découvertes à Saqqarah et à Abydos rapprochent leurs règnes de ces deux rois,. Hotepsekhemouy est malgré tout attesté dans la tombe de Qâ, montrant qu'il a procédé au (ré)enterrement de son prédécesseur. Si Horus Oiseau et Sneferka ont bien régné entre Qâ et Hotepsekhemouy, ce dernier a peut-être mis fin à la lutte pour le trône. Son nom, qui signifie « Les deux puissances sont en paix », pourrait se rapporter à une réunification du royaume égyptien après une période de discorde, la titulature des rois égyptiens étant connu pour être une sorte de un programme politique. Cependant, il est possible que ces deux rois soient en réalité à placer pendant la période de trouble du milieu de la IIe dynastie, entre les règnes de Nynetjer et Khâsekhemouy ; ceci impliquerait alors que la succession entre Qâ et Hotepsekhemouy avait été sans trouble.

## Construction d'un État centralisé
Le roi concentre le pouvoir entre ses mains, secondé par diverses « maisons » : agriculture, irrigation, finances, culte funéraire royal, armée. Le pays est déjà divisé en nomes (vingt pour la Haute-Égypte, dix-huit pour le delta du Nil), dirigés chacun par un fonctionnaire (âdj-mer, « celui qui creuse le canal ») désigné par le roi. Dans la capitale de chaque nome siège un tribunal (djadjat).
La dualité administrative des « Deux Terres » est préservée au moins en ce qui concerne le Trésor, placé sous l'autorité de deux « chanceliers ». Le recouvrement itinérant des taxes par un voyage royal périodique dans les nomes est progressivement remplacé par un recensement.
Le siège de l'administration centrale est distinct du palais proprement dit, résidence du roi et de la cour, qui avec le harem (qui paraît jouer un rôle économique non négligeable) comprend ses propres services administratifs, domestiques et de production artisanale.

## Création d'une économie prospère
Une politique cohérente en matière d'irrigation fournit un bon rendement des terres agricoles. On assiste à un développement des cultures traditionnelles (blé, orge et lin), à une multiplication des vergers (acacias, sycomores, palmiers-doum, jujubiers, figuiers, dattiers), des potagers (fèves, lentilles, pois chiches, concombres, oignons), des cultures florales et de la viticulture (vin : irep).

## Apparition de l'écriture hiéroglyphique
Le système hiéroglyphique, complexe avec plus de 700 signes, apparaît entièrement constitué dès les premiers exemples répertoriés. La double utilisation des signes, pour leur valeur d'image (idéogramme) et pour leur valeur de son (phonogramme) est attestée d'emblée. Le nom du roi Narmer est noté par deux signes, utilisés comme phonogrammes : le poisson nâr et le ciseau de sculpteur mer. L'écriture n'apparaît au début qu'en rapport direct avec l'institution royale. Les « énoncés-titres » ne forment pas des phrases complexes et sont essentiellement à usage administratif ou idéologique.

## Souverains de laIredynastie
Toutes les dates sont avant notre ère.
|               |                                |                  |                                                             |   |  |  |  |  |  |  |  |  |  |  |  |  |  |  |  |
| Narmer        | vers 3100/3080 avant notre ère | Thinis / Memphis | Tombe B17-B18 du cimetière d'Oumm el-Qa'ab à Abydos         | ? |  |  |  |  |  |  |  |  |  |  |  |  |  |  |  |
| Âha           | entre 3080/3060                | Thinis / Memphis | Tombes B10-B15 et B19 du cimetière d'Oumm el-Qa'ab à Abydos | ? |  |  |  |  |  |  |  |  |  |  |  |  |  |  |  |
| Djer          | entre 3060/3020                | Thinis / Memphis | Tombe O du cimetière d'Oumm el-Qa'ab à Abydos               | ? |  |  |  |  |  |  |  |  |  |  |  |  |  |  |  |
| Djet/Ouadji   | entre 3020/3010                | Thinis / Memphis | Tombe Z du cimetière d'Oumm el-Qa'ab à Abydos               | ? |  |  |  |  |  |  |  |  |  |  |  |  |  |  |  |
| Den           | entre 3010/2960                | Thinis / Memphis | Tombe T du cimetière d'Oumm el-Qa'ab à Abydos               | ? |  |  |  |  |  |  |  |  |  |  |  |  |  |  |  |
| Adjib         | entre 2960/2940                | Thinis / Memphis | Tombe X du cimetière d'Oumm el-Qa'ab à Abydos               | ? |  |  |  |  |  |  |  |  |  |  |  |  |  |  |  |
| Sémerkhet     | vers 2940/2930                 | Thinis / Memphis | Tombe U du cimetière d'Oumm el-Qa'ab à Abydos               | ? |  |  |  |  |  |  |  |  |  |  |  |  |  |  |  |
| Qâ            | vers 2930/2900                 | Thinis / Memphis | Tombe Q du cimetière d'Oumm el-Qa'ab à Abydos               | ? |  |  |  |  |  |  |  |  |  |  |  |  |  |  |  |
| Sneferka,     | vers 2900                      | Thinis / Memphis | Oumm el-Qa'ab à Abydos ?                                    | ? |  |  |  |  |  |  |  |  |  |  |  |  |  |  |  |
| Horus Oiseau, | vers 2900                      | Thinis / Memphis | Oumm el-Qa'ab à Abydos ?                                    | ? |  |  |  |  |  |  |  |  |  |  |  |  |  |  |  |

### Arbre généalogique
Les liens généalogiques sont peu attestés pour cette dynastie, certains liens généalogiques étant déduits :
- par le nom de la mère de chaque rois sur les annales fragmentaires de la pierre de Palerme (reines Khenthap, Merneith et Batyires)[64],
- pour les rois, de l'ordre chronologique de succession,
- pour les reines, de la position de leurs tombes dans les cimetières associées aux tombes des rois[64].

Toutefois, certaines tombes de reines sont situées hors de la nécropole royale d'Oumm el-Qa'ab à Abydos, ne permettant pas d'être assuré du lien généalogique de ces reines.
L'arbre généalogique présenté ci-dessous est en grande partie issu de l'ouvrage de Aidan Dodson et Dyan Hilton publié en 2004.
|                                                             |         |         |         |         |         |          |          | Scorpion II ou Ka |          |          |          |     |     |        |        |        |        |          |          |          |          |          |          |            |            |             |             |             |             |             |             |            |            |            |            |          |          |          |          |       |       |          |          |          |          |          |          |          |          |          |          |       |       |         |         |         |         |         |         |  |  |  |  |  |  |  |  |  |  |  |  |  |  |  |  |  |  |  |  |  |  |  |  |  |  |  |  |  |  |  |  |  |  |  |  |  |  |  |  |  |  |  |  |  |  |  |  |  |  |  |  |  |  |  |  |  |  |  |  |  |  |  |  |  |  |  |  |  |  |  |  |  |  |  |  |  |  |  |  |  |  |
| (Dynastie zéro ▲) À partir de ce pointillé : Ire dynastie ▼ |         |         |         |         |         |          |          |                   |          |          |          |     |     |        |        |        |        |          |          |          |          |          |          |            |            |             |             |             |             |             |             |            |            |            |            |          |          |          |          |       |       |          |          |          |          |          |          |          |          |          |          |       |       |         |         |         |         |         |         |  |  |  |  |  |  |  |  |  |  |  |  |  |  |  |  |  |  |  |  |  |  |  |  |  |  |  |  |  |  |  |  |  |  |  |  |  |  |  |  |  |  |  |  |  |  |  |  |  |  |  |  |  |  |  |  |  |  |  |  |  |  |  |  |  |  |  |  |  |  |  |  |  |  |  |  |  |  |  |  |  |  |
|                                                             |         |         |         |         |         |          |          |                   |          |          |          |     |     |        |        |        |        |          |          |          |          |          |          |            |            |             |             |             |             |             |             |            |            |            |            |          |          |          |          |       |       |          |          |          |          |          |          |          |          |          |          |       |       |         |         |         |         |         |         |  |  |  |  |  |  |  |  |  |  |  |  |  |  |  |  |  |  |  |  |  |  |  |  |  |  |  |  |  |  |  |  |  |  |  |  |  |  |  |  |  |  |  |  |  |  |  |  |  |  |  |  |  |  |  |  |  |  |  |  |  |  |  |  |  |  |  |  |  |  |  |  |  |  |  |  |  |  |  |  |  |  |
|                                                             |         |         |         |         |         |          |          | Nârmer            |          |          |          |     |     |        |        |        |        |          |          |          |          |          |          |            |            |             |             |             |             |             |             |            |            |            |            |          |          |          |          |       |       |          |          |          |          |          |          |          |          |          |          |       |       |         |         |         |         |         |         |  |  |  |  |  |  |  |  |  |  |  |  |  |  |  |  |  |  |  |  |  |  |  |  |  |  |  |  |  |  |  |  |  |  |  |  |  |  |  |  |  |  |  |  |  |  |  |  |  |  |  |  |  |  |  |  |  |  |  |  |  |  |  |  |  |  |  |  |  |  |  |  |  |  |  |  |  |  |  |  |  |  |
|                                                             |         |         |         |         |         |          |          |                   |          |          |          |     |     |        |        |        |        |          |          |          |          |          |          |            |            |             |             |             |             |             |             |            |            |            |            |          |          |          |          |       |       |          |          |          |          |          |          |          |          |          |          |       |       |         |         |         |         |         |         |  |  |  |  |  |  |  |  |  |  |  |  |  |  |  |  |  |  |  |  |  |  |  |  |  |  |  |  |  |  |  |  |  |  |  |  |  |  |  |  |  |  |  |  |  |  |  |  |  |  |  |  |  |  |  |  |  |  |  |  |  |  |  |  |  |  |  |  |  |  |  |  |  |  |  |  |  |  |  |  |  |  |
|                                                             |         |         |         |         |         |          |          |                   |          |          |          |     |     |        |        |        |        |          |          |          |          |          |          |            |            |             |             |             |             |             |             |            |            |            |            |          |          |          |          |       |       |          |          |          |          |          |          |          |          |          |          |       |       |         |         |         |         |         |         |  |  |  |  |  |  |  |  |  |  |  |  |  |  |  |  |  |  |  |  |  |  |  |  |  |  |  |  |  |  |  |  |  |  |  |  |  |  |  |  |  |  |  |  |  |  |  |  |  |  |  |  |  |  |  |  |  |  |  |  |  |  |  |  |  |  |  |  |  |  |  |  |  |  |  |  |  |  |  |  |  |  |
| Benerib                                                     | Benerib | Benerib | Benerib | Benerib | Benerib |          |          | Âha               | Âha      | Âha      | Âha      | Âha | Âha |        |        |        |        | Khenthap | Khenthap | Khenthap | Khenthap | Khenthap | Khenthap |            |            | Neith-Hotep | Neith-Hotep | Neith-Hotep | Neith-Hotep | Neith-Hotep | Neith-Hotep |            |            |            |            |          |          |          |          |       |       |          |          |          |          |          |          |          |          |          |          |       |       |         |         |         |         |         |         |  |  |  |  |  |  |  |  |  |  |  |  |  |  |  |  |  |  |  |  |  |  |  |  |  |  |  |  |  |  |  |  |  |  |  |  |  |  |  |  |  |  |  |  |  |  |  |  |  |  |  |  |  |  |  |  |  |  |  |  |  |  |  |  |  |  |  |  |  |  |  |  |  |  |  |  |  |  |  |  |  |  |
| Benerib                                                     | Benerib | Benerib | Benerib | Benerib | Benerib |          |          | Âha               | Âha      | Âha      | Âha      | Âha | Âha |        |        |        |        | Khenthap | Khenthap | Khenthap | Khenthap | Khenthap | Khenthap |            |            | Neith-Hotep | Neith-Hotep | Neith-Hotep | Neith-Hotep | Neith-Hotep | Neith-Hotep |            |            |            |            |          |          |          |          |       |       |          |          |          |          |          |          |          |          |          |          |       |       |         |         |         |         |         |         |  |  |  |  |  |  |  |  |  |  |  |  |  |  |  |  |  |  |  |  |  |  |  |  |  |  |  |  |  |  |  |  |  |  |  |  |  |  |  |  |  |  |  |  |  |  |  |  |  |  |  |  |  |  |  |  |  |  |  |  |  |  |  |  |  |  |  |  |  |  |  |  |  |  |  |  |  |  |  |  |  |  |
|                                                             |         |         |         |         |         |          |          |                   |          |          |          |     |     |        |        |        |        |          |          |          |          |          |          |            |            |             |             |             |             |             |             |            |            |            |            |          |          |          |          |       |       |          |          |          |          |          |          |          |          |          |          |       |       |         |         |         |         |         |         |  |  |  |  |  |  |  |  |  |  |  |  |  |  |  |  |  |  |  |  |  |  |  |  |  |  |  |  |  |  |  |  |  |  |  |  |  |  |  |  |  |  |  |  |  |  |  |  |  |  |  |  |  |  |  |  |  |  |  |  |  |  |  |  |  |  |  |  |  |  |  |  |  |  |  |  |  |  |  |  |  |  |
|                                                             |         |         |         |         |         |          |          |                   |          |          |          |     |     |        |        |        |        |          |          |          |          |          |          |            |            |             |             |             |             |             |             |            |            |            |            |          |          |          |          |       |       |          |          |          |          |          |          |          |          |          |          |       |       |         |         |         |         |         |         |  |  |  |  |  |  |  |  |  |  |  |  |  |  |  |  |  |  |  |  |  |  |  |  |  |  |  |  |  |  |  |  |  |  |  |  |  |  |  |  |  |  |  |  |  |  |  |  |  |  |  |  |  |  |  |  |  |  |  |  |  |  |  |  |  |  |  |  |  |  |  |  |  |  |  |  |  |  |  |  |  |  |
|                                                             |         |         |         |         |         |          |          |                   |          |          |          |     |     | Djer   | Djer   | Djer   | Djer   | Djer     | Djer     |          |          |          |          | Nakhtneith | Nakhtneith | Nakhtneith  | Nakhtneith  | Nakhtneith  | Nakhtneith  |             |             |            |            | Herneith   | Herneith   | Herneith | Herneith | Herneith | Herneith |       |       | Penebouy | Penebouy | Penebouy | Penebouy | Penebouy | Penebouy |          |          | Besou    | Besou    | Besou | Besou | Besou   | Besou   |         |         |         |         |  |  |  |  |  |  |  |  |  |  |  |  |  |  |  |  |  |  |  |  |  |  |  |  |  |  |  |  |  |  |  |  |  |  |  |  |  |  |  |  |  |  |  |  |  |  |  |  |  |  |  |  |  |  |  |  |  |  |  |  |  |  |  |  |  |  |  |  |  |  |  |  |  |  |  |  |  |  |  |  |  |  |
|                                                             |         |         |         |         |         |          |          |                   |          |          |          |     |     | Djer   | Djer   | Djer   | Djer   | Djer     | Djer     |          |          |          |          | Nakhtneith | Nakhtneith | Nakhtneith  | Nakhtneith  | Nakhtneith  | Nakhtneith  |             |             |            |            | Herneith   | Herneith   | Herneith | Herneith | Herneith | Herneith |       |       | Penebouy | Penebouy | Penebouy | Penebouy | Penebouy | Penebouy |          |          | Besou    | Besou    | Besou | Besou | Besou   | Besou   |         |         |         |         |  |  |  |  |  |  |  |  |  |  |  |  |  |  |  |  |  |  |  |  |  |  |  |  |  |  |  |  |  |  |  |  |  |  |  |  |  |  |  |  |  |  |  |  |  |  |  |  |  |  |  |  |  |  |  |  |  |  |  |  |  |  |  |  |  |  |  |  |  |  |  |  |  |  |  |  |  |  |  |  |  |  |
|                                                             |         |         |         |         |         |          |          |                   |          |          |          |     |     |        |        |        |        |          |          |          |          |          |          |            |            |             |             |             |             |             |             |            |            |            |            |          |          |          |          |       |       |          |          |          |          |          |          |          |          |          |          |       |       |         |         |         |         |         |         |  |  |  |  |  |  |  |  |  |  |  |  |  |  |  |  |  |  |  |  |  |  |  |  |  |  |  |  |  |  |  |  |  |  |  |  |  |  |  |  |  |  |  |  |  |  |  |  |  |  |  |  |  |  |  |  |  |  |  |  |  |  |  |  |  |  |  |  |  |  |  |  |  |  |  |  |  |  |  |  |  |  |
|                                                             |         |         |         |         |         | Âhaneith | Âhaneith | Âhaneith          | Âhaneith | Âhaneith | Âhaneith |     |     | Ouadji | Ouadji | Ouadji | Ouadji | Ouadji   | Ouadji   |          |          |          |          |            |            |             |             |             |             | Merneith    | Merneith    | Merneith   | Merneith   | Merneith   | Merneith   |          |          |          |          |       |       |          |          |          |          |          |          |          |          |          |          |       |       |         |         |         |         |         |         |  |  |  |  |  |  |  |  |  |  |  |  |  |  |  |  |  |  |  |  |  |  |  |  |  |  |  |  |  |  |  |  |  |  |  |  |  |  |  |  |  |  |  |  |  |  |  |  |  |  |  |  |  |  |  |  |  |  |  |  |  |  |  |  |  |  |  |  |  |  |  |  |  |  |  |  |  |  |  |  |  |  |
|                                                             |         |         |         |         |         | Âhaneith | Âhaneith | Âhaneith          | Âhaneith | Âhaneith | Âhaneith |     |     | Ouadji | Ouadji | Ouadji | Ouadji | Ouadji   | Ouadji   |          |          |          |          |            |            |             |             |             |             | Merneith    | Merneith    | Merneith   | Merneith   | Merneith   | Merneith   |          |          |          |          |       |       |          |          |          |          |          |          |          |          |          |          |       |       |         |         |         |         |         |         |  |  |  |  |  |  |  |  |  |  |  |  |  |  |  |  |  |  |  |  |  |  |  |  |  |  |  |  |  |  |  |  |  |  |  |  |  |  |  |  |  |  |  |  |  |  |  |  |  |  |  |  |  |  |  |  |  |  |  |  |  |  |  |  |  |  |  |  |  |  |  |  |  |  |  |  |  |  |  |  |  |  |
|                                                             |         |         |         |         |         |          |          |                   |          |          |          |     |     |        |        |        |        |          |          |          |          |          |          |            |            |             |             |             |             |             |             |            |            |            |            |          |          |          |          |       |       |          |          |          |          |          |          |          |          |          |          |       |       |         |         |         |         |         |         |  |  |  |  |  |  |  |  |  |  |  |  |  |  |  |  |  |  |  |  |  |  |  |  |  |  |  |  |  |  |  |  |  |  |  |  |  |  |  |  |  |  |  |  |  |  |  |  |  |  |  |  |  |  |  |  |  |  |  |  |  |  |  |  |  |  |  |  |  |  |  |  |  |  |  |  |  |  |  |  |  |  |
|                                                             |         |         |         |         |         |          |          |                   |          |          |          |     |     |        |        |        |        |          |          |          |          |          |          |            |            |             |             |             |             |             |             |            |            |            |            |          |          |          |          |       |       |          |          |          |          |          |          |          |          |          |          |       |       |         |         |         |         |         |         |  |  |  |  |  |  |  |  |  |  |  |  |  |  |  |  |  |  |  |  |  |  |  |  |  |  |  |  |  |  |  |  |  |  |  |  |  |  |  |  |  |  |  |  |  |  |  |  |  |  |  |  |  |  |  |  |  |  |  |  |  |  |  |  |  |  |  |  |  |  |  |  |  |  |  |  |  |  |  |  |  |  |
|                                                             |         |         |         |         |         |          |          |                   |          |          |          |     |     |        |        |        |        |          |          |          |          | Den      | Den      | Den        | Den        | Den         | Den         |             |             | Seshemetka  | Seshemetka  | Seshemetka | Seshemetka | Seshemetka | Seshemetka |          |          | Semat    | Semat    | Semat | Semat | Semat    | Semat    |          |          | Serethor | Serethor | Serethor | Serethor | Serethor | Serethor |       |       | Qaneith | Qaneith | Qaneith | Qaneith | Qaneith | Qaneith |  |  |  |  |  |  |  |  |  |  |  |  |  |  |  |  |  |  |  |  |  |  |  |  |  |  |  |  |  |  |  |  |  |  |  |  |  |  |  |  |  |  |  |  |  |  |  |  |  |  |  |  |  |  |  |  |  |  |  |  |  |  |  |  |  |  |  |  |  |  |  |  |  |  |  |  |  |  |  |  |  |  |
|                                                             |         |         |         |         |         |          |          |                   |          |          |          |     |     |        |        |        |        |          |          |          |          | Den      | Den      | Den        | Den        | Den         | Den         |             |             | Seshemetka  | Seshemetka  | Seshemetka | Seshemetka | Seshemetka | Seshemetka |          |          | Semat    | Semat    | Semat | Semat | Semat    | Semat    |          |          | Serethor | Serethor | Serethor | Serethor | Serethor | Serethor |       |       | Qaneith | Qaneith | Qaneith | Qaneith | Qaneith | Qaneith |  |  |  |  |  |  |  |  |  |  |  |  |  |  |  |  |  |  |  |  |  |  |  |  |  |  |  |  |  |  |  |  |  |  |  |  |  |  |  |  |  |  |  |  |  |  |  |  |  |  |  |  |  |  |  |  |  |  |  |  |  |  |  |  |  |  |  |  |  |  |  |  |  |  |  |  |  |  |  |  |  |  |
|                                                             |         |         |         |         |         |          |          |                   |          |          |          |     |     |        |        |        |        |          |          |          |          |          |          |            |            |             |             |             |             |             |             |            |            |            |            |          |          |          |          |       |       |          |          |          |          |          |          |          |          |          |          |       |       |         |         |         |         |         |         |  |  |  |  |  |  |  |  |  |  |  |  |  |  |  |  |  |  |  |  |  |  |  |  |  |  |  |  |  |  |  |  |  |  |  |  |  |  |  |  |  |  |  |  |  |  |  |  |  |  |  |  |  |  |  |  |  |  |  |  |  |  |  |  |  |  |  |  |  |  |  |  |  |  |  |  |  |  |  |  |  |  |
|                                                             |         |         |         |         |         |          |          |                   |          |          |          |     |     |        |        |        |        |          |          |          |          | Âdjib    | Âdjib    | Âdjib      | Âdjib      | Âdjib       | Âdjib       |             |             | Batyires    | Batyires    | Batyires   | Batyires   | Batyires   | Batyires   |          |          |          |          |       |       |          |          |          |          |          |          |          |          |          |          |       |       |         |         |         |         |         |         |  |  |  |  |  |  |  |  |  |  |  |  |  |  |  |  |  |  |  |  |  |  |  |  |  |  |  |  |  |  |  |  |  |  |  |  |  |  |  |  |  |  |  |  |  |  |  |  |  |  |  |  |  |  |  |  |  |  |  |  |  |  |  |  |  |  |  |  |  |  |  |  |  |  |  |  |  |  |  |  |  |  |
|                                                             |         |         |         |         |         |          |          |                   |          |          |          |     |     |        |        |        |        |          |          |          |          | Âdjib    | Âdjib    | Âdjib      | Âdjib      | Âdjib       | Âdjib       |             |             | Batyires    | Batyires    | Batyires   | Batyires   | Batyires   | Batyires   |          |          |          |          |       |       |          |          |          |          |          |          |          |          |          |          |       |       |         |         |         |         |         |         |  |  |  |  |  |  |  |  |  |  |  |  |  |  |  |  |  |  |  |  |  |  |  |  |  |  |  |  |  |  |  |  |  |  |  |  |  |  |  |  |  |  |  |  |  |  |  |  |  |  |  |  |  |  |  |  |  |  |  |  |  |  |  |  |  |  |  |  |  |  |  |  |  |  |  |  |  |  |  |  |  |  |
|                                                             |         |         |         |         |         |          |          |                   |          |          |          |     |     |        |        |        |        |          |          |          |          |          |          |            |            |             |             |             |             |             |             |            |            |            |            |          |          |          |          |       |       |          |          |          |          |          |          |          |          |          |          |       |       |         |         |         |         |         |         |  |  |  |  |  |  |  |  |  |  |  |  |  |  |  |  |  |  |  |  |  |  |  |  |  |  |  |  |  |  |  |  |  |  |  |  |  |  |  |  |  |  |  |  |  |  |  |  |  |  |  |  |  |  |  |  |  |  |  |  |  |  |  |  |  |  |  |  |  |  |  |  |  |  |  |  |  |  |  |  |  |  |
|                                                             |         |         |         |         |         |          |          |                   |          |          |          |     |     |        |        |        |        |          |          |          |          |          |          |            |            |             |             |             |             |             |             |            |            |            |            |          |          |          |          |       |       |          |          |          |          |          |          |          |          |          |          |       |       |         |         |         |         |         |         |  |  |  |  |  |  |  |  |  |  |  |  |  |  |  |  |  |  |  |  |  |  |  |  |  |  |  |  |  |  |  |  |  |  |  |  |  |  |  |  |  |  |  |  |  |  |  |  |  |  |  |  |  |  |  |  |  |  |  |  |  |  |  |  |  |  |  |  |  |  |  |  |  |  |  |  |  |  |  |  |  |  |
|                                                             |         |         |         |         |         |          |          |                   |          |          |          |     |     |        |        |        |        |          |          |          |          |          |          |            |            | Semerkhet   |             |             |             |             |             |            |            |            |            |          |          |          |          |       |       |          |          |          |          |          |          |          |          |          |          |       |       |         |         |         |         |         |         |  |  |  |  |  |  |  |  |  |  |  |  |  |  |  |  |  |  |  |  |  |  |  |  |  |  |  |  |  |  |  |  |  |  |  |  |  |  |  |  |  |  |  |  |  |  |  |  |  |  |  |  |  |  |  |  |  |  |  |  |  |  |  |  |  |  |  |  |  |  |  |  |  |  |  |  |  |  |  |  |  |  |
|                                                             |         |         |         |         |         |          |          |                   |          |          |          |     |     |        |        |        |        |          |          |          |          |          |          |            |            |             |             |             |             |             |             |            |            |            |            |          |          |          |          |       |       |          |          |          |          |          |          |          |          |          |          |       |       |         |         |         |         |         |         |  |  |  |  |  |  |  |  |  |  |  |  |  |  |  |  |  |  |  |  |  |  |  |  |  |  |  |  |  |  |  |  |  |  |  |  |  |  |  |  |  |  |  |  |  |  |  |  |  |  |  |  |  |  |  |  |  |  |  |  |  |  |  |  |  |  |  |  |  |  |  |  |  |  |  |  |  |  |  |  |  |  |
|                                                             |         |         |         |         |         |          |          |                   |          |          |          |     |     |        |        |        |        |          |          |          |          |          |          |            |            |             |             |             |             |             |             |            |            |            |            |          |          |          |          |       |       |          |          |          |          |          |          |          |          |          |          |       |       |         |         |         |         |         |         |  |  |  |  |  |  |  |  |  |  |  |  |  |  |  |  |  |  |  |  |  |  |  |  |  |  |  |  |  |  |  |  |  |  |  |  |  |  |  |  |  |  |  |  |  |  |  |  |  |  |  |  |  |  |  |  |  |  |  |  |  |  |  |  |  |  |  |  |  |  |  |  |  |  |  |  |  |  |  |  |  |  |
|                                                             |         |         |         |         |         |          |          |                   |          |          |          |     |     |        |        |        |        |          |          |          |          | Qaâ      |          |            |            |             |             |             |             |             |             |            |            |            |            |          |          |          |          |       |       |          |          |          |          |          |          |          |          |          |          |       |       |         |         |         |         |         |         |  |  |  |  |  |  |  |  |  |  |  |  |  |  |  |  |  |  |  |  |  |  |  |  |  |  |  |  |  |  |  |  |  |  |  |  |  |  |  |  |  |  |  |  |  |  |  |  |  |  |  |  |  |  |  |  |  |  |  |  |  |  |  |  |  |  |  |  |  |  |  |  |  |  |  |  |  |  |  |  |  |  |
| Ire dynastie ▲ (À partir de ce pointillé : IIe dynastie ▼)  |         |         |         |         |         |          |          |                   |          |          |          |     |     |        |        |        |        |          |          |          |          |          |          |            |            |             |             |             |             |             |             |            |            |            |            |          |          |          |          |       |       |          |          |          |          |          |          |          |          |          |          |       |       |         |         |         |         |         |         |  |  |  |  |  |  |  |  |  |  |  |  |  |  |  |  |  |  |  |  |  |  |  |  |  |  |  |  |  |  |  |  |  |  |  |  |  |  |  |  |  |  |  |  |  |  |  |  |  |  |  |  |  |  |  |  |  |  |  |  |  |  |  |  |  |  |  |  |  |  |  |  |  |  |  |  |  |  |  |  |  |  |
|                                                             |         |         |         |         |         |          |          |                   |          |          |          |     |     |        |        |        |        |          |          |          |          |          |          |            |            |             |             |             |             |             |             |            |            |            |            |          |          |          |          |       |       |          |          |          |          |          |          |          |          |          |          |       |       |         |         |         |         |         |         |  |  |  |  |  |  |  |  |  |  |  |  |  |  |  |  |  |  |  |  |  |  |  |  |  |  |  |  |  |  |  |  |  |  |  |  |  |  |  |  |  |  |  |  |  |  |  |  |  |  |  |  |  |  |  |  |  |  |  |  |  |  |  |  |  |  |  |  |  |  |  |  |  |  |  |  |  |  |  |  |  |  |